# Cat Rapes Dog
Cat Rapes Dog est un groupe suédois d'EBM, actif entre 1984 et 2009, et depuis 2019.

## Histoire
Le groupe est formé en 1984 par Joel Rydström et Magnus Fransson. Au départ, il sort un certain nombre d'albums sur cassette (une tendance alors suivie par de nombreux groupes indépendants de ce type), ainsi qu'un album sur cassette audio et des singles en vinyle sur le label suédois Front Music Production.
Entre 1989 et 1991, Cat Rapes Dog sort trois albums studio sur KK Records, un label discographique indépendant belge spécialisé dans le new beat, l'EBM et le metal industriel (comme Front Line Assembly ou Vomito Negro) qui a sorti plus de 300 titres entre 1987 et 1996. Plusieurs albums de Cat Rapes Dog sortent ensuite sur les labels indépendants suédois Energy Rekords (Die Krupps, VNV Nation, Front 242, etc.) et Subspace Communications (Covenant, Apoptygma Berzerk, etc.), ainsi que sur Artoffact Records de Toronto, au Canada, en 2013. D'autres compilations rétrospectives sont également publiées par les labels susmentionnés. 
Ils sont annoncés à l'Elektrisch Festivals 2024.

## Style musical
Le groupe mélange electro, musique industrielle et EBM, et fait partie de la scène électro-industriel et electropunk.

## Discographie

### Albums studio
- 1986 : Cat Rapes Dog (cassette)
- 1987 : Nekronomikon (cassette)
- 1987 : Property Produces Bodily Injury (cassette)
- 1989 : Maximum Overdrive
- 1990 : God, Guns and Gasoline
- 1991 : Superluminal
- 1993 : Schizophrenia
- 1993 : Moosehair Underwear
- 1995 : Biodegradable
- 1995 : Fuck Nature
- 1995 : More than You Bargained for
- 1998 : The Secrets of God
- 1999 : People as Prey
- 2013 : Life Was Sweet

### Singles et EP
- 1989 : Columna Vertebralis
- 1998 : Down and Out
- 1990 : American Dream (7")
- 1990 : Chuckahomo Bridge (12")
- 1990 : Fundamental (12")
- 1990 : Madman / True Love (7")
- 1991 : I Sometimes Wish I Was Famous
- 1991 : The Banzai Beats
- 1991 : Superluminal
- 1992 : Trojan Whores
- 1993 : Moosewear
- 1994 : Nej till EU
- 1994 : Sucking Dry
- 1995 : Motörhead Tribute
- 1998 : Motorman
- 1998 : Workers of the World
- 2003 : Miaow at the Moon